# Alvdal
Alvdal ist eine Kommune im norwegischen Fylke Innlandet. Die Kommune hat 2509 Einwohner (Stand: 1. Januar 2025). Verwaltungssitz ist die gleichnamige Ortschaft Alvdal.

## Geografie

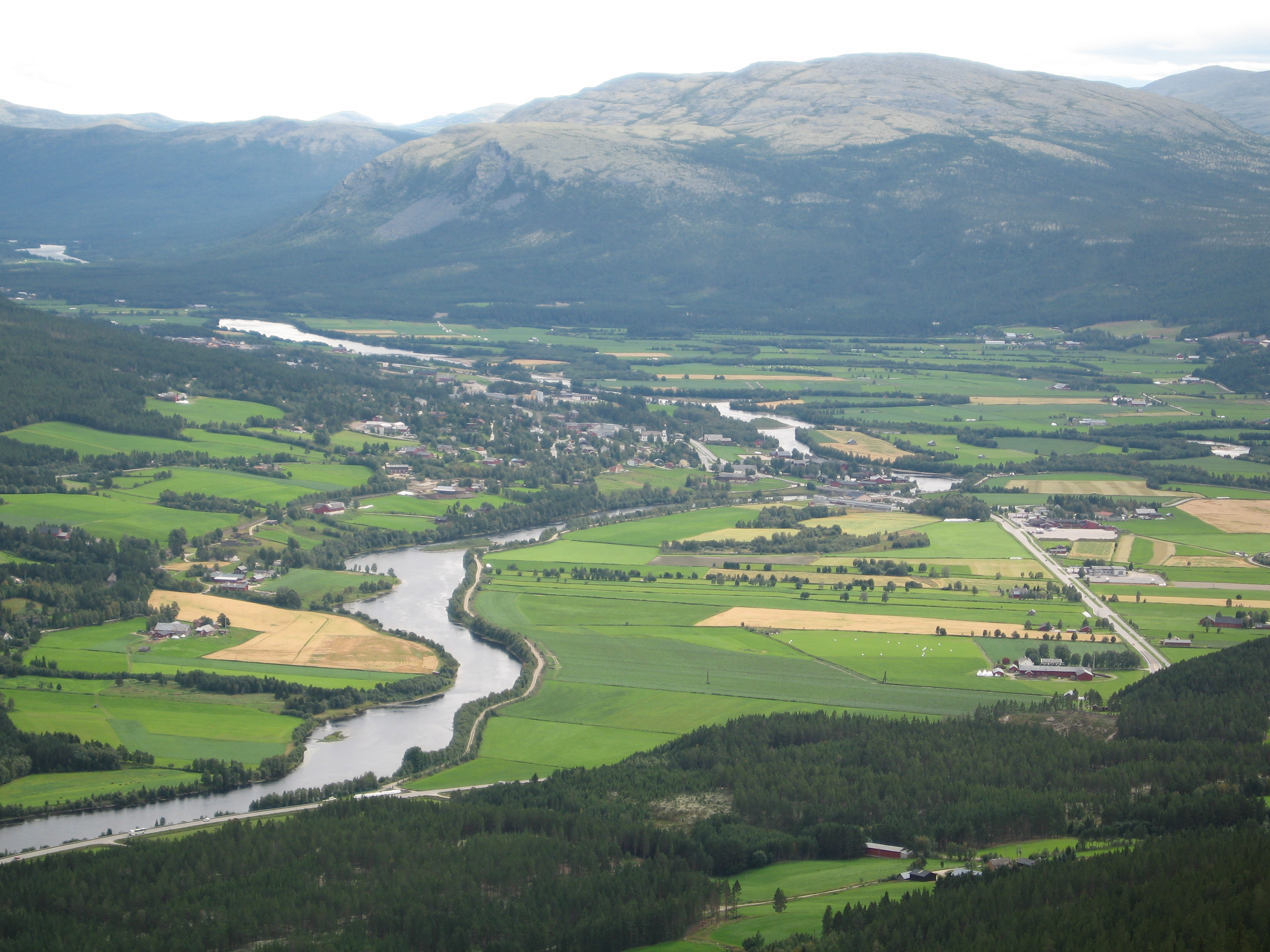
Blick auf Alvdal mit Glåma

Die Gemeinde liegt im Norden der Region Østerdalen und grenzt an Tynset im Norden und Osten, Rendalen im Südosten, Stor-Elvdal im Südwesten, sowie Folldal im Westen. An der Grenze zu Tynset im Norden liegt der See Savalen. Im Osten wird Alvdal in Nord-Süd-Richtung von Norwegens längstem Fluss Glåma (auch Glomma) durchflossen. Bei der Ortschaft Alvdal mündet die Folla in die Glåma. Der Uferbereich sowie der Norden der Kommune ist weitgehend flach. Einzig der alleinstehende Berg Tron im Nordosten erreicht eine Höhe von 1665 moh. Im südwestlichen Bereich befinden sich höhere Berge. Die höchste Erhebung ist der Storsølnkletten mit einer Höhe von 1826,9 moh.

## Einwohner
Der Großteil der Bevölkerung lebt an den Uferbereichen der beiden Flüsse Folla und Glåma, wobei an der Glåma vor allem der Bereich nördlich der Ortschaft Alvdal dichter besiedelt ist. Alvdal ist der einzige sogenannte Tettsted, also die einzige Ansiedlung, die für statistische Zwecke als eine städtische Siedlung gewertet wird. Zum 1. Januar 2024 lebten dort 855 Einwohner. Der Ort ist auch als Steia bekannt.
Die Einwohner der Gemeinde werden Alvdøl genannt. Alvdal hat wie viele andere Kommunen der Provinz Innlandet weder Nynorsk noch Bokmål als offizielle Sprachform, sondern ist in dieser Frage neutral.
| Jahr          | 1986 | 1990 | 1995 | 2000 | 2005 | 2010 | 2015 | 2020 | 2025 |
| ------------- | ---- | ---- | ---- | ---- | ---- | ---- | ---- | ---- | ---- |
| Einwohnerzahl | 2464 | 2434 | 2433 | 2417 | 2416 | 2441 | 2418 | 2432 | 2509 |

## Geschichte
Die Gemeinde entstand im Jahr 1864, als sie von Tynset abgetrennt wurde. Der damalige Name von Alvdal lautete Lille-Elvdal und die Kommune hatte bei ihrer Gründung 3216 Einwohner. Von 1748 bis 1879 war die Schmelzhütte Lovise Hytte in Betrieb. Der indische Philosoph Sri Ananda Acharya starb 1945 in Alvdal. Er hatte zuvor längere Zeit in der Gemeinde gewohnt. Im Jahr 1996 wurde das Aukrustsenteret geöffnet, in welchem die Werke des Künstlers Kjell Aukrust ausgestellt werden. Die Alvdal kirke ist eine im Jahr 1861 erbaute Holzkirche in der Ortschaft Alvdal.
Bis zum 31. Dezember 2019 gehörte Alvdal der damaligen Provinz Hedmark an. Sie ging im Zuge der Regionalreform in Norwegen in die zum 1. Januar 2020 neu geschaffene Provinz Innlandet über.

## Wirtschaft und Infrastruktur

### Verkehr

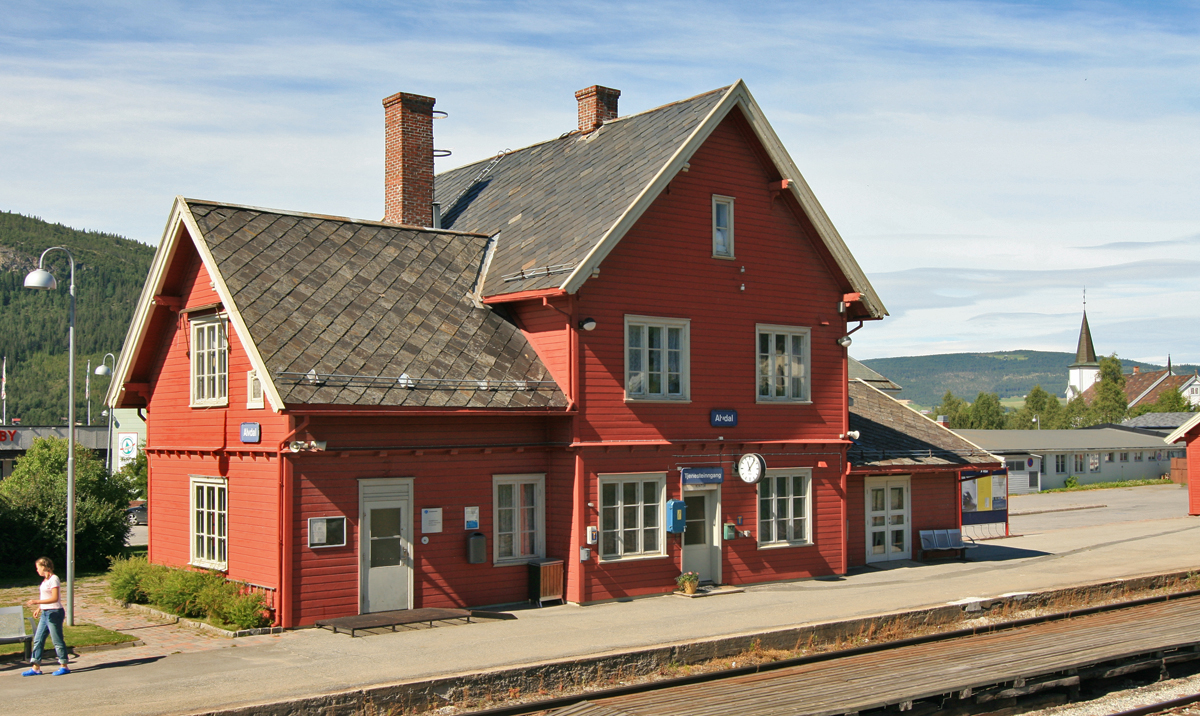
Bahnhof Alvdal

Parallel zur Glåma verläuft die Riksvei 3 sowie Schienen der Eisenbahnlinie Rørosbanen. Der Riksvei 3 führt entlang der Glåma unter anderem in den Süden bis nach Elverum. Entlang der Folla führt der Fylkesvei 29 in den Nordwesten und stellt die Anbindung zur Europastraße 6 (E6) her.
Der Bahnhof in Alvdal wurde im Jahr 1877 eröffnet, als auch die Rørosbanen in Betrieb genommen wurde. Der Abstand zum Osloer Hauptbahnhof beträgt rund 324 Kilometer.

### Wirtschaft
Von größerer Bedeutung für die Wirtschaft ist die Land- und Forstwirtschaft. Bei den landwirtschaftlichen Betrieben ist vor allem die Tierhaltung verbreitet. Unter anderem liegt ein Betrieb der Molkerei Synnøve Finden in Alvdal. Im Jahr 2019 arbeiteten von rund 1300 Arbeitstätigen 890 in Alvdal selbst, der Rest verteilte sich vor allem auf die Nachbargemeinde Tynset.

## Name und Wappen
Das seit 1988 offizielle Wappen der Kommune zeigt zwei silberne Ski auf blauem Hintergrund. Es soll auf die Bedeutung der Skifahrt für die Alvdal hinweisen, da in der Gemeinde einer der ältesten Skis Norwegens gefunden worden sind.
Der Name der Kommune setzt sich aus den beiden Bestandteilen „Alv“ und „-dal“ zusammen, erster leitet sich von „elv“, also „Fluss“ ab. Der Bestandteil „-dal“ steht hingegen für „Tal“. Der Name der Kommune wurde im Jahr 1917 festgelegt.

## Persönlichkeiten
- Sri Ananda Acharya (1881–1945), indischer Philosoph, lebte längere Zeit in Alvdal
- Per Samuelshaug (1905–1990), Skilangläufer
- Kristian Bjørn (1919–1993), Skilangläufer
- Kjell Aukrust (1920–2002), Autor, Dichter und Künstler
- Ottar Gjermundshaug (1925–1963), Skisportler
- Torgeir Bjørn (* 1964), Skilangläufer